# Église Syméon-et-Anne de Saint-Pétersbourg
L'église Syméon-et-Anne (en russe : Церковь Симеона и Анны) est une église aujourd'hui ouverte au culte, située à Saint-Pétersbourg, à l'angle de la rue Belinskovo et de la rue Mokhovaïa. C'est un monument architectural, une des plus anciennes églises de la ville. C'est une église de l'ordre de Sainte-Anne.
Elle dépend de l'éparchie de Saint-Pétersbourg au sein de l'Église orthodoxe russe.

## Histoire
L'église est construite sur décision de l'impératrice Anne, durant les années 1731 à 1734 par l'architecte Mikhaïl Zemtsov, avec l'assistance de son confrère Ivan Blank (ru). Le style est baroque pétrovien, avec utilisation d'éléments de l'architecture russe ancienne. Elle remplace l'église en bois qui existait auparavant (construite en 1712), mais tombée dans un état délabré, et qui était dédiée à l'archange Michel. La rue Belinsky et le pont Belinsky tout proches se sont appelés du nom de Siméon avant 1923 par référence à l'église de Siméon.

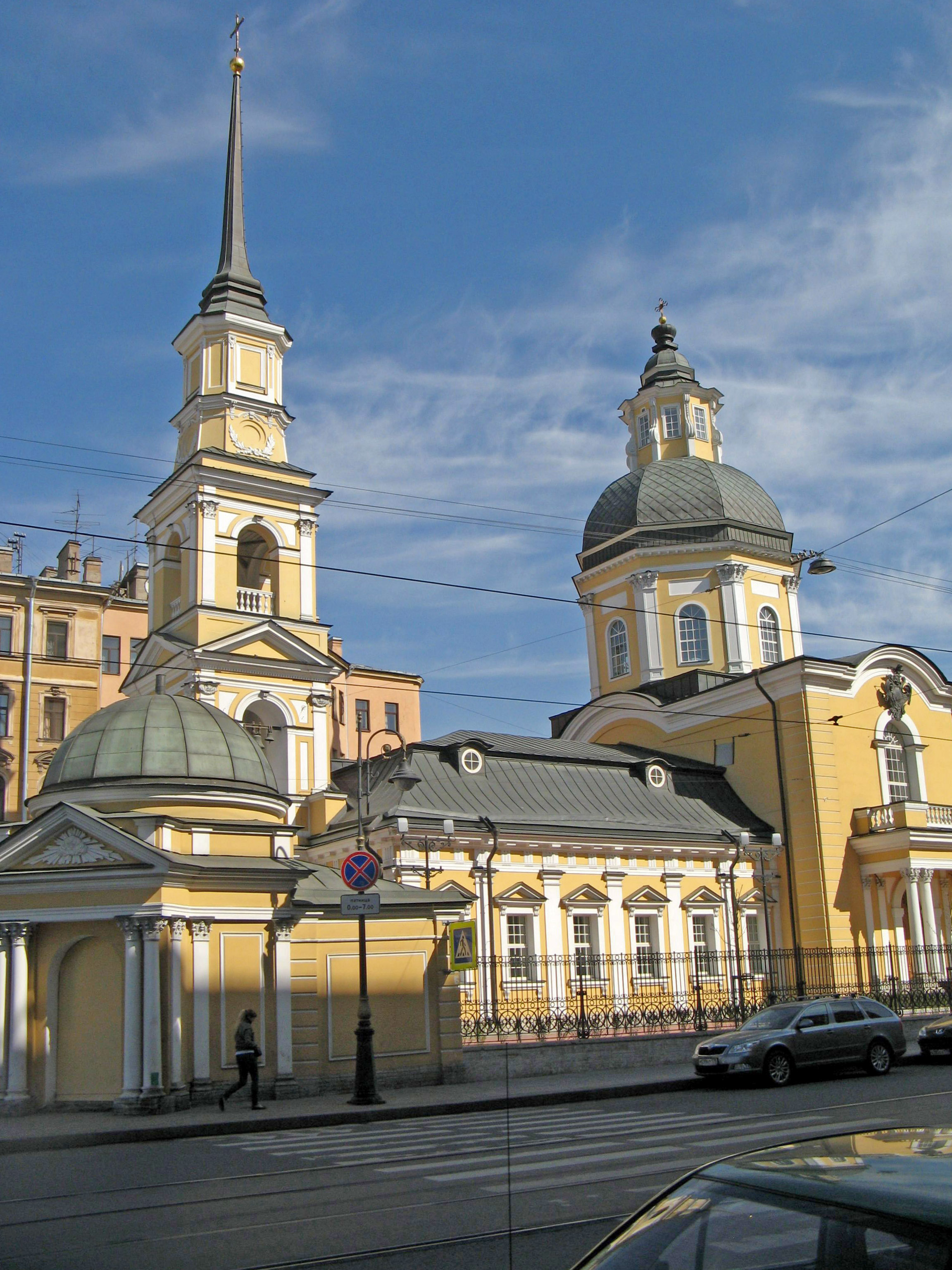
Église Syméon-et-Anne à trois nefs.

Le 27 janvier 1734, a lieu la consécration solennelle de l'église à trois nefs avec son clocher de 47 m de haut. La fleche du clocher est montée par un maître hollandais du nom de Harmen van Bol'es (en).
Les deux personnages auquel elle est dédiée, Syméon et Anne la prophétesse, participent à la Présentation de Jésus au Temple tel que relaté dans l'Évangile selon Luc (Lc 2:22s).
L'autel principal est dédié à Syméon et Anne la prophétesse, celui de droite à l'archange Michel, celui de gauche à Éphrem le Syrien. La lumière provient du grand volume du tambour, surmonté d'une coupole au dessin sophistiqué. Des tableaux sont dus au peintre Andreï Matveïev.
En 1772, est ajoutée une chapelle à l'église, dédiée au saint mégalomartyr Eustache de Rome, qui est supprimée en 1802. Entre 1803 et 1808, l'architecte Mikhaïl Vyborov ajouta une sacristie et une chapelle.
L'église a reçu l'ordre de Sainte-Anne et le conseil de cet ordre se tenait là depuis 1829.
Entre les années 1869 et 1872, l'église est agrandie sous la direction de l'architecte Georg von Winterhalter, en particulier la sacristie et une nouvelle chapelle au nom de l'icône de La Mère de Dieu aux trois mains (se trouvant aujourd'hui à la cathédrale Saint-Nicolas-des-Marins).
Depuis 1868, il existait une société d'aide aux plus démunis, un refuge pour enfants et une Maison-Dieu.
En janvier 1938, l'église est fermée sous le régime de Joseph Staline, ses biens lui son enlevés et elle est transformée en hangar de stockage.
De 1951 à 1954, elle est restaurée, et dans les années 1980 elle est transformée en musée de la météorologie. En 1991, l'église est rendue à l'Église orthodoxe russe.
Le 1er janvier 1995, elle est à nouveau consacrée. Depuis 1996 jusqu'à 2013 des restaurations ont eu lieu à grande échelle. L'église a été consacrée à nouveau par le patriarche Cyrille.